# We Will Rock You (音乐剧)
We Will Rock You是一部基于英国传奇摇滚乐队皇后乐队的歌曲所创作的一部摇滚音乐剧。
该剧2002年5月13日在英国伦敦多米尼克剧院首演，该剧上演后受到评论家的雪崩般的差评。包括《镜报》《卫报》在内的四家主流媒体给出了平均2分（满分10分）的超低分，《每日邮报》称其为“肤浅、愚蠢、完全空洞”。
然而该剧的观众口碑却极其坚挺。2003年，在Whatsonstage.com网站的观众选择奖中，We Will Rock You横扫了包括最佳新音乐剧在内的五大主要奖项。
2014年5月31日，We Will Rock You在多米尼克剧院谢幕，其时已连续上演了12年之久，成为該剧院上演时间最长，同时也是当时西区历史上上演时间第十长的音乐剧。至闭幕为止We Will Rock You已在全球26个国家上演，超过160万观众观看，至今深受全球观众的欢迎。